# Great Ayton
Great Ayton – wieś w Anglii, w hrabstwie North Yorkshire, w dystrykcie (unitary authority) North Yorkshire. Leży u granicy parku narodowego North York Moors, nad rzeką Leven, 60 km na północ od miasta York i 339 km na północ od Londynu. W 2001 miejscowość liczyła 4570 mieszkańców.